# Lebucquière
Lebucquière é uma comuna francesa na região administrativa de Altos da França, no departamento de Pas-de-Calais. Estende-se por uma área de 4,75 km². Em 2010 a comuna tinha 238 habitantes (densidade: 50,1 hab./km²).